# Дрібна дичина
«Дрібна дичина» (англ. Small Deer) — науково-фантастичне оповідання Кліффорда Сімака, уперше опубліковане журналом Galaxy Magazine у жовтні 1965 року.

## Сюжет
Сільський механік Елтон Джеймс, за допомогою свого неговіркого приятеля Деніса, який самостійно винайшов математику подорожей в часі, сконструював машину часу. Він вирушив у подорож на 63 мільйони років тому подивитись на динозаврів. Там він побачив як їх випасають чудернацькі прибульці з верхом схожим на людей, а низом на автомобіль та їхні «вівчарки» — гігантські рожеві стоноги. Елтон застав процес забою худоби, а тому по поверненні вирішив написати місцевому палеонтологу свою версію зникнення динозаврів і древніх видів тварин. А також розрахунки, з яких випливало, що у 2000 році людське поголів'я досягне сумарної маси, яка зацікавить інопланетних заготівельників м'яса.